# Fleet (Alberta)
Pour les articles homonymes, voir Fleet (homonymie).
Fleet est un hameau (hamlet) du Comté de Paintearth No 18, situé dans la province canadienne d'Alberta.